# قیراط
قیراط یکای جرم است و برای اندازه‌گیری جرم سنگ‌های قیمتی و سنجش سنگ‌های گرانبها مانند الماس، زمرد، یاقوت و مروارید به‌کار می‌رود. در محاسبات وزن سنگ‌ها، هر قیراط معادل با ۲۰۰ میلی‌گرم (۲۰۰ سوت؛ ۰٫۲ گرم؛ ۰٫۰۰۶۴۳۱۵ اونس تروی؛ ۰٫۰۰۷۰۶۵ اونس) است (تقریباً برابر با یک‌پنجم گرم یا یک بیست و یکم مثقال).
تعریف کنونی از قیراط در سال ۱۹۰۷ و در چهارمین کنفرانس عمومی وزن‌ها و اندازه‌گیری‌ها تعریف و پذیرفته شد، و بعد از آن در کشورهای زیادی به‌گستردگی مورد استفاده قرار گرفت.
مخفف قیراط در مؤسسهٔ استانداردهای ملی آمریکا X.12 EDI CD است.

## وجه تسمیه
این واژه معرّب (عربی‌شدهٔ) (kerátion (κεράτιον یونانی است که فرنگی‌ها آن را از پارسی اقتباس کرده‌اند و carat می‌گویند:
به قِنطار زر بخش‌کردن ز گنج ــ نباشد چو قیراطی از دسترنج